# Longin Izydorczak

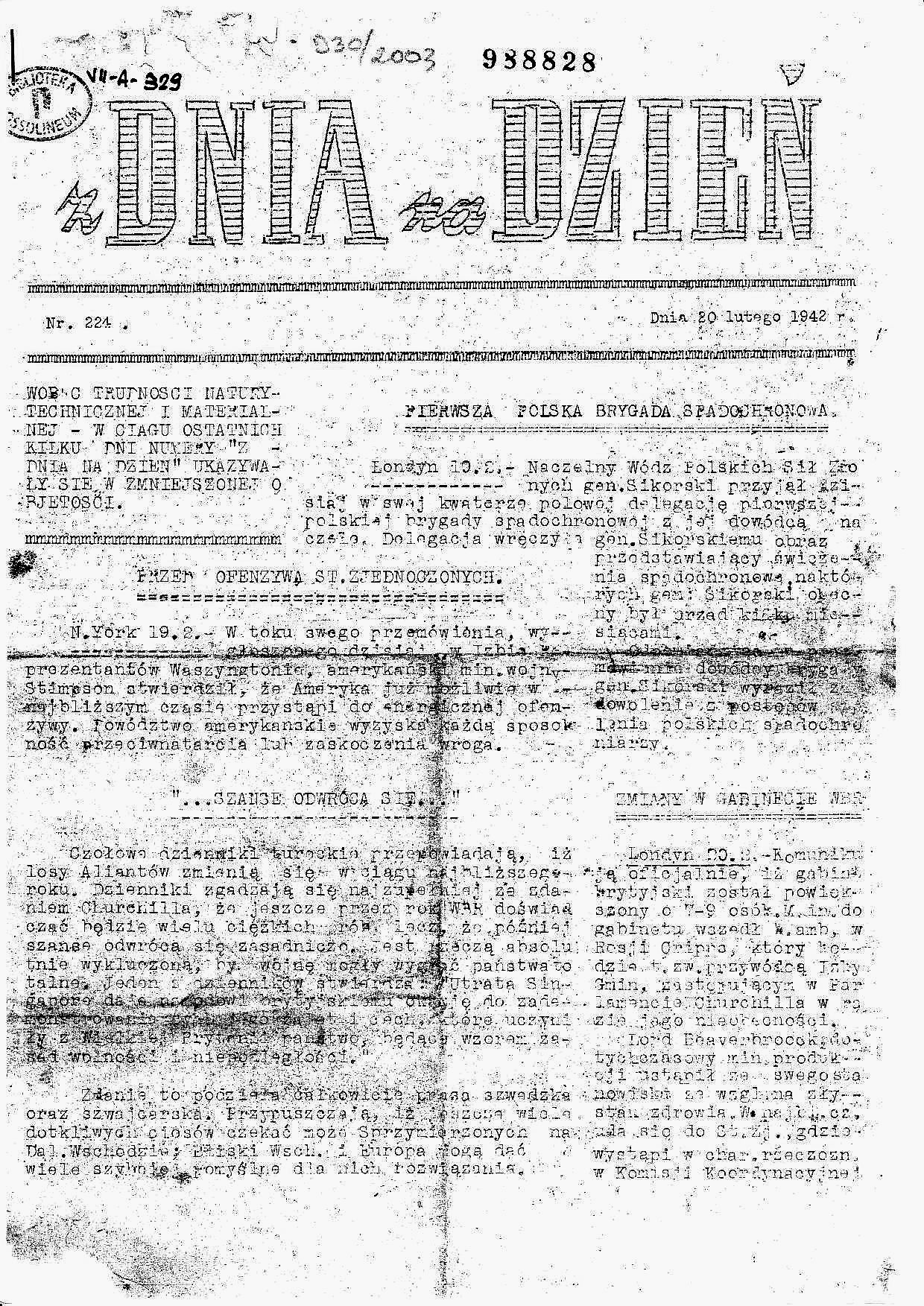
pisemko drukowane przez L.Izydorczaka

Longin Izydorczak (ur. 1 grudnia 1920 w Warszawie, zm. 5 września 1997 tamże) – polski żołnierz, funkcjonariusz - buchalter w finansach Urzędu Bezpieczeństwa.

## Życiorys
Był synem Andrzeja i Eleonory Tarwackiej. Przed II wojną światową ukończył szkołę powszechną, gimnazjum i pierwszą klasę Liceum Kolejowego. 
2 września 1939 powołany został do służby w batalionie PW 21 pułku piechoty w Warszawie. 5 września wymaszerowali na wschód do Brześcia, skąd transportem kolejowym udali się przez Kowel, Sarny pod Kostopol. Po wkroczeniu Armii Czerwonej w granice Polski, rozpoczęli w ramach SGO „Polesie” marsz na Warszawę. 
Był dowódcą 8 drużyny, III plutonu (d-ca por. Smenda), 3 kompanii (dowódca kpt. Pruszyński). W drużynie byli między innymi Zdzisław Pajewski i Kazimierz Stefański. Walczyli z Niemcami pod Kockiem. Bój zakończył się pod Krzywdą, gdzie dostali się do niewoli. Korzystając z okazji w Radomiu uciekł do Warszawy i wziął udział w organizowaniu internatu dla dzieci – ofiar wojny, pod kierownictwem Jerzego Strzałkowskiego. Mieścił się on w Alejach Jerozolimskich 21, a następnie na Okęciu – Fort VI. 
W końcu 1939 po zaprzysiężeniu przez Jerzego Strzałkowskiego i na jego rozkaz utworzył pierwszą piątkę spośród kolegów szkolnych: Zdzisław Pajewski „Zych”, Stanisław Wożniak „Wilk”, Mieczysław Czyżkowski „Vogel”, Stanisław Zysk „Gustaw”. W krótkim czasie każdy z nich utworzył swoją piątkę i rozpoczęli działalność konspiracyjną w Powstańczych Oddziałach Specjalnych Jerzyki. 
Longin Izydorczak pod pseudonimem „Lonia” i „Bolek” wraz z „Zychem” zostali członkami Komendy Głównej „Jerzyków”. Początkowo zajmował się sprawami organizacyjnymi, które później przejął „Zych”, a następnie powielaniem i kolportażem prasy podziemnej od maja 1941 do czerwca 1942. Dotyczyło to gazet „Dzień"” i później „Z dnia na dzień”. Pismo, wg Żydowskiego Instytutu Historycznego im. Emanuela Ringelbluma, wydawane w Getcie. Po aresztowaniu pułkownika Łady-Bieńkowskiego pseudonim „Dyrektor” m.in. organizatora zaopatrzenia w farby, papier, matryce pracę przejął Kazimierz Stefański „Zeron”. 
„Lonia” po „spaleniu” drukarni w jego mieszkaniu na ul. Skierniewickiej, przeniósł się wraz z całą rodziną do Starachowic. Od września 1942 do końca lipca 1944 pracował w Zakładach Starachowickich, gdzie zajmował się (przy współpracy z miejscowym AK) pozyskiwaniem środków finansowych dla Armii Krajowej. Przez sobotnio-niedzielne przyjazdy do Warszawy utrzymywał kontakt z „Jerzykami”, dostarczając broń i pieniądze. 
W powstaniu warszawskim nie brał udziału. 
17 stycznia 1945 Komendant Główny POS „Jerzyki” wydał rozkaz rozwiązujący organizację. Podziękował w nim wszystkim żołnierzom i działaczom za udział i wkład w walkę o niepodległość ojczyzny i polecił aktywnie włączyć się do prac nad odbudową kraju. Longin Izydorczak podjął służbę w UB, pracując w działach finansowych Wojewódzkich Urzędów Bezpieczeństwa Publicznego w Katowicach oraz Bydgoszczy. W 1947 ukończył wyższy kurs kwatermistrzowski przy Ministerstwie Obrony Narodowej. Z UB został zwolniony 4 sierpnia 1948. Stryj Edward Izydorczak służył w Służbie więziennej w bydgoskim Fordonie. 
8 listopada 1945 awansował na porucznika, a w 1972 został awansowany do stopnia kapitana. 
Z zawodu był biegłym księgowym-rewidentem.

## Odznaczenia
- Order Virtuti Militari V klasy
- Krzyż Armii Krajowej
- Złoty Krzyż Zasługi z Mieczami
- Srebrny Krzyż Zasługi z Mieczami